# 성훈 (가수)
성훈(1980년 8월 29일 ~ )은 대한민국의 가수로 브라운 아이드 소울의 전 멤버이다.